# تعبير جيني مكاني زماني

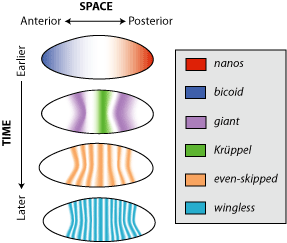
تنظيم أنماط التعبير الجيني مكانياً وزمانياً على حد سواء في أجنة ذبابة الفاكهة سوداء البطن "دروسوفيلا ميلانوجاستر"

التعبير الجيني المكاني الزماني أو التعبير الجيني الزمكاني (بالإنجليزية: Spatiotemporal gene expression)‏ هو عملية تفعيل وتنشيط الجينات داخل أنسجة معينة لكائن حي وذلك في أوقات محددة أثناء عملية النمو. وتختلف أنماط تنشيط الجينات على نطاق واسع فيما يتعلق بتعقدها. فبعض هذه الأنماط تكون واضحة وثابتة مثل نمط بروتين التوبيولين حيث يتم التعبير عنه في جميع الخلايا وفي كل أوقات الحياة. البعض الآخر، من الناحية الأخرى، يكون معقد جداً ويصعب التنبؤ به ووضع نموذج له، ويكون فيه التعبير متذبذب بشكل عشوائي من دقيقة لأخرى أو من خلية لأخرى. الاختلاف المكاني الزمني يلعب دوراً رئيسياً في إنتاج تنوع ما بين أنواع الخلايا الموجودة في الكائنات المتطورة، حيث أن هوية الخلايا تتحدد عن طريق مجموعة الجينات التي يتم التعبير عنها بنشاط داخل تلك الخلايا، فإذا كان التعبير الجيني موحد مكانياً وزمانياً، فإن بذلك سوف لا يكون هناك في الغالب سوى نوع واحد من الخلايا.
مثال لذلك، الجين المسئول عن التعبير «غير مجنح»، وهو أحد أعضاء العائلة الجينية wnt. أثناء التطور الجنيني المبكر للكائن النموذجي (دروسوفيلا ميلانوجاستر) أو ذبابة الفاكهة، يتم التعبير عن جين «غير مجنح» عبر تقريبا الجنين بالكامل على هيئة خطوط متناوبة يفصل بينها ثلاثة خلايا. ويتم فقد هذا النمط في الوقت الذي يتطور فيه الكائن إلى يرقه، ولكن يستمر التعبير عن الجين «غير مجنح» في مجموعة متنوعة من الأنسجة مثل أقراص الجناح التخيلية، وهي عبارة عن الأماكن أو البقع من النسيج التي ستتطور إلى أجنحة للحشرات الناضجة. ويتم تحديد النمط المكاني والزمني للتعبير الجيني «غير مجنح» من خلال شبكة من التفاعلات التنظيمية التي تتكون من آثار جينات مختلفة عديدة مثل even-skipped وKrüppel.
ما هي مسببات الاختلافات المكانية والزمانية أثناء التعبير عن نفس الجين؟ بسبب أن أنماط التعبير الحالية تعتمد بشكل صارم على أنماط التعبير السابقة، فإن هناك مشكلة ارتدادية أو تراجعية فيما يخص شرح طبيعة أسباب الاختلافات الأولى في التعبير الجيني. وتعرف العملية التي يصبح فيها التعبير الجيني الموحد مختلفا مكانيا وزمانيا باسم كسر التناظر أو التماثل. على سبيل المثال، في حالة التطور الجنيني لذبابة الفاكهة، يتم التعبير عن الجينات nanos وbicoid بشكل غير متماثل في الخلية البيضية وذلك لأن خلايا الأمهات تقوم بإيداع الحمض النووي الريبي الخاص بهذه الجينات عند أقطاب البيضة قبل وضعها.

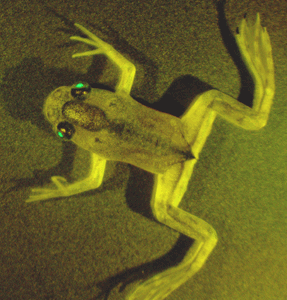
المحفزات البلورية جاما تدفع التعبير عن الجين المرسال الخاص بالبروتين الأخضر الفلوري فقط في عين ضفدع بالغ

## تحديد الأنماط المكانية الزمانية
إحدى طرق التعرف على أو تحديد النمط التعبيري الخاص بجين معين هي وضع جين مراسل مع تيار المحفز له. وفي هذا التكوين، فإن الجين المحفز سوف يتسبب في التعبير عن الجين المراسل فقط حيثما ووقتما يتم التعبير عن الجين المقصود. ويمكن تحديد توزيع التعبير الخاص بالجين المراسل عن طريق تصويره. على سبيل المثال، الجين المراسل «بروتينات فلورية خضراء» يمكن رؤيته من خلال تحفيزه باستخدام الضوء الأزرق وبعد ذلك يتم استخدام كاميرا رقمية لتسجيل الانبعاثات الخضراء الفلورية.
إذا كان محفز الجين المقصود غير معروف، فإن هناك طرق عديدة للتعرف على توزيعه المكاني الزماني. تنطوي الكيمياء الهيستولوجية المناعية على إعداد جسم مضاد لديه انجذاب معين تجاه البروتين المرتبط بالجين المقصود. هذا التوزيع الخاص بذلك الجسم المضاد يمكن رؤيته بواسطة تقنية معينة مثل التوسيم «وضع العلامات» الفلورية. وتمتلك الكيمياء الهيستولوجية المناعية مزايا مثل كونها مجدية من الناحية المنهجية وغير مكلفة نسبياً. وتتضمن عيوبها عدم تخصصية الجسم المضاد مما يؤدي إلى التعرف أو التحديد الإيجابي الخاطئ للتعبير الجينيالمقصود. قد يؤدي الاختراق الضعيف لهذا الجسم المضاد إلى داخل النسيج المستهدف إلى نتائج سلبية خاطئة. علاوة على ذلك، حيث أن الكيمياء الهيستولوجية المناعية تعمل على تصوير البروتين الناتج بواسطة الجين المدروس، فإذا انتشر أو تشتت المنتج البروتيني بين الخلايا أو كان لديه فترة عمر النصف قصيرة أو طويلة خاصة بالنسبة للحمض النووي الريبوزي الرسول mRNA والذي يستخدم لترجمة هذا البروتين، فإن هذا قد يؤدي إلى تفسير أو ترجمة شفرية مشوهة تقوم بها الخلايا أثناء التعبير عن للحمض النووي الريبوزي الرسول.

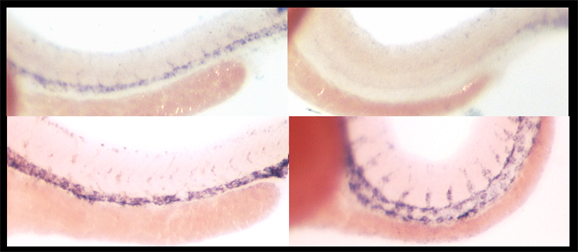
التهجين الموضعي الطبيعي لجينات يتم التعبير عنها في الشرايين (بالأعلى) والأوردة (بالأسفل) في أسماك الزرد. وتشير الصبغة الزرقاء إلى وجود جين الحمض النووي الريبوزي الرسول. الألواح الموجودة على اليسار هي لحيوانات طبيعية بينما قد تم تحوير «أي عمل طفرات» في جين Notch في الجهة اليمنى. الأسماك التي تفتقر إلى هذا الجين تمتلك شرايين أقل وأوردة أكثر عند هذه النقطة في وقت التطور

التهجين الموضعي الطبيعي هو عبارة عن أسلوب بديل حيث يتم فيه إضافة «المسبار»، وهو عبارة عن حمض نووي اصطناعي له تتابع مكمل للحمض النووي الريبوزي الرسول للجين، إلى النسيج. وبعد ذلك توسيم «تعليم» هذا التتابع المكمل بحيث يمكن رؤيته فيما بعد. وهذه التقنية تمكننا من الرؤية على وجه التحديد للخلايا المنتجة للحمض النووي الريبوزي الرسول وذلك بدون استخدام أي نوع من الأعمال الفنية المصاحبة للكيمياء الهيستولوجية المناعية. ولكن، هذا الأسلوب يعتبر بالغ الصعوبة ويتطلب معرفة تسلسل الحمض النووي المتعلق بالجين المقصود.
وهناك طريقة تسمى الفحص أو الكشف عن مصيدة المحسن تقوم بالكشف عن اختلاف أنماط التعبير الجيني المكانية والزمانية المحتملة في الكائن الحي. وفي هذه التقنية، يتم عمل إدراج عشوائي للحمض النووي المشفر للجين المراسل إلى داخل الجينوم. واعتمادا على المحفزات الجينية الأقرب إلى نقطة الإدراج، يتم التعبير عن الجين المراسل في أنسجة معينة وعند نقاط محددة أثناء النمو. وفي حين أن أنماط التعبير المستمدة من مصيدة المحسن لا تعبر بالضرورة عن الأنماط الفعلية للتعبير عن الجينات معينة، إلا أنها تكشف عن تنوع الأنماط المكانية والزمانية التي هي في متناول عملية التطور.
يمكن رؤية الجينات المراسلة في الكائنات الحية، ولكن يجب أن يتم تنفيذ كلا من الكيمياء الهيستولوجية الصناعية والتهجين الموضعي الطبيعي في أنسجة محفوظة سليمة. التقنيات التي تتطلب الحفاظ على الأنسجة سليمة لا يمكنها أن تنتج سوى نقطة وقتية زمنية واحدة لكل كائن فرادي. ولكن، استخدام الحيوانات الحية بدلا من الأنسجة المحفوظة سليمة قد يكون حاسماً في فهم أنماط التعبير بشكل حيوي على مدى عمر الفرد. وفي كلتا الحالتين، فإن التباين ما بين الأفراد قد يؤدي إلى حدوث خلط أو إرباك في تفسير أنماط التعبير الزمنية.

## وصلات خارجية
- FlyBase report of wingless expression in fruit flies
- Browse spatiotemporal gene expression patterns organized by human chromosome number
- Spatiotemporal gene expression in Genevestigator [الإنجليزية]
- Search for mammalian genes with particular expression patterns
- Expression patterns during Drosophila embryogenesis as inferred by in situ hybridization نسخة محفوظة 7 أغسطس 2008 على موقع واي باك مشين.